# Vương Vệ
Vương Vệ (tiếng Trung: 王卫) là một tỷ phú, chủ tịch của công ty dịch vụ chuyển phát nhanh SF Express. Theo Forbes, ước đạt giá trị tài sản ròng của ông vào tháng 2 năm 2017 là 26,2 tỷ USD.